# Vem är Björn och vem är Benny?
Vem är Björn och vem är Benny? är titeln på en bok av Fredrik Lindström och Hasse Pihl, utgiven 2004 på Albert Bonniers Förlag. Den handlar om olika vardagsmysterier och frågeställningar kring "onödigt vetande" som "Varför lägger de på luren utan att säga hej då i amerikansk TV?" eller "Varför sparkar män på däcken när de inspekterar en bil?
". Titeln syftar på att många personer har svårt att skilja på Björn Ulvaeus och Benny Andersson.